# ورزشگاه وحدت بوکان
این استادیوم ۱۵۰۰ نفر گنجایش دارد. این ورزشگاه خانه تیم‌های شهرستانی، روستایی، استانی و بعضی از تیم‌های کشوری شهرستان بوکان است. چمن این ورزشگاه طبیعی است، ساخت این ورزشگاه سال ۱۳۵۰ به پایان رسید. در دهه ۵۰ و ۶۰ در این ورزشگاه تیم منتخب بوکان با تیم‌های مهمی مانند:باشگاه فوتبال بانک ملّی، بانک گوشت و تیم ملی جمهوری خودمختار نخجوان بازی دوستانه برگزار کرد. تیم تعاون روستای بوکان در دهه ۶۰ به دلیل جنگ ایران و عراق در تورنمنت‌های نامعتبر سراسری شرکت می‌کرد و با پرسپولیس نیز بازی کرده‌است.